# Christopher Coppola
Christopher R. Coppola (25 gennaio 1962) è un regista e produttore cinematografico statunitense.

## Biografia
Nato nella contea di Los Angeles (California), è figlio dell'accademico e autore August Coppola e della danzatrice e coreografa Joy Vogelsang. Suoi fratelli sono il DJ e attore Marc Coppola e l'attore e produttore Nicolas Cage. Dalla parte del padre è quindi nipote di Francis Ford Coppola e di Talia Shire.

## Filmografia parziale

### Regista
Cinema
- Dracula's Widow (1988)
- L'ultimo inganno (Deadfall) (1993)
- Gunfight at Red Dog Corral (1993)
- Palmer's Pick Up (1999)
- Gunfighter (1999)
- Bel Air (2000)
- G-Men from Hell (2000)
- The Creature of the Sunny Side Up Trailer Park (2004)
- From Darkness to Light (2011)
- Sacred Blood (2015)
- Torch (2017)

Televisione
- A scuola di horror (Bone Chillers) - 3 episodi (1996)
- Clockmaker - film TV (1998)
- Eddie, il cane parlante (100 Deeds for Eddie McDowd) - 6 episodi (2000-2002)

### Produttore
- L'ultimo inganno (Deadfall) (1993) - coproduttore
- The Creature of the Sunny Side Up Trailer Park (2004)
- Sacred Blood (2015)
- Separated: The FIlm (2019)